# KBM-7細胞
 KBM-7 (KBM-7 cells) 是一種常用於生物醫學研究的近單倍體人類慢性粒細胞性白血病 (CGL) 細胞系，最近初是分離自一個正處於急性期的39歲男性CGL患者。KBM-7細胞跟所有永生的癌細胞系一樣可以無限期分裂，然而該細胞系的獨特之處在於它除了8號染色體和15號染色體的30兆鹼基片段之外，所有的染色體僅包含一個拷貝。KBM-7細胞跟其他CML細胞系一樣，對帶有致癌的BCR-ABL融合基因的費城染色體呈陽性。

## 科研用途
KBM-7細胞經過重新編程後，可以產生8號染色體僅有一個拷貝的HAP1細胞系。HAP1細胞不僅呈現纖維細胞樣形態，並且更加接近單倍體，然而HAPl細胞對於維持它們的近單倍體核型不如KBM-7細胞穩定，更加容易轉變成二倍體狀態。通過切除在HAP1細胞中保留其二倍性的15號染色體的部分後，則可獲得真正的單倍體人類細胞HAP2。此外，KBM-7細胞可通過0CT4、Sox2、KLF4和MYC的過表達，被重新編程為誘導性多能幹細胞 (iPSC)，然而KBM-7衍生的iPSC在去分化程序時，失去原有的近單倍體核型。
該細胞系最初被認為可以促進將體細胞遺傳學應用到哺乳動物細胞生物學的研究，然而近十年後才由懷特黑德生物醫學研究所成功地將KBM-7細胞應用於人類細胞的基因實驗，後來更成為新型藥物的測試模型。有研究利用KBM-7細胞進行了正向遺傳篩選，發現功能未知的MARVEL結構域蛋白蛋白脂質蛋白2是卡波西氏肉瘤疱疹病毒基因產物K5發揮病毒E3泛素連接酶活性所必需的。KBM-7細胞可以在懸濁液中生長，並且可以在補充了10％胎牛血清的IMDM培養基中保存，細胞處於亞穩定狀態，然而維持近單倍體狀態若干個月的KBM-7細胞最終會轉變成二倍體。

## 衍生细胞系
- HAP1細胞
- KBM-7/B5細胞

## 外部連結
- Cellosaurus entry for KBM-7 （页面存档备份，存于）